# إبليس في المسيحية

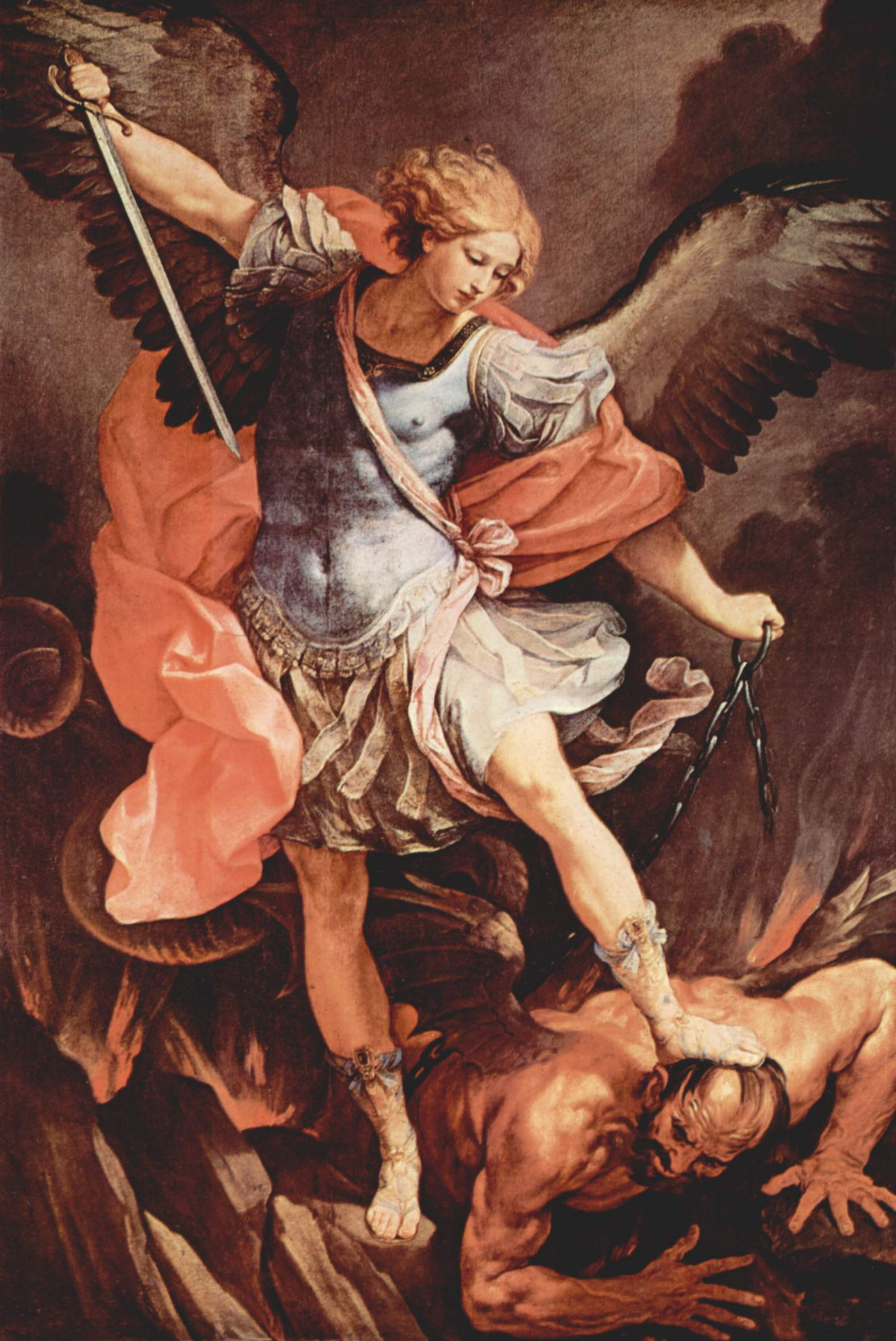
إبليس تحت أقدام ميخائيل رئيس الملائكة

يطلق الكتاب المقدس أسماء مختلفة على كائن شرير يعيث فسادا في الأرض فيستعمل كلمة شيطان العبرية والتي تعني المقاوم لأنه يقاوم مشيئة الله ،ويستخدم أيضا كلمة إبليس ذات الأصل اليوناني diabolos ومعناها المشتكي، والشيطان بحسب المسيحية هو كائن روحي له سلطان على زمرة من الكائنات الروحية النجسة الخاضعة له وهم شياطين أيضًا (متى 9 :34) وكان الشيطان في الأصل من ملائكة الله ولكنه وبسبب غروره وكبريائه سقط من المجد الذي كان فيه جارًا معه مجموعة من الملائكة الموالين له لتتحول إلى أرواح نجسة حيث اعتقد أنه يستطيع أن يصير مثل الإله ﴿أَصْعَدُ فَوْقَ مُرْتَفَعَاتِ السَّحَابِ. أَصِيرُ مِثْلَ الْعَلِيِّ. أشعياء﴾ (14: 14-15)، ورغم سقوطه فأنه لم يفقد القوة الملائكية التي كان يتمتع بها فقدراته أقوى بكثير من قدرات الإنسان العادي، وله ملكات عقلية كالإدراك والتمييز والتذكر وأحاسيس مختلفة كالخوف والألم (مرقس 7:5) والاشتهاء كما أنه يمتلك القدرة على الاختيار (أفسس 12:6) وبسبب تمرد الشيطان أمر الله بطُرده مع أتباعه إلى جهنم بقيود في الظلام محروس من الملائكة (2 بطرس 4:2) (يهوذا 6)، ولكن هذا لم يوقفه من العمل بالشر على الأرض (1 بطرس 8:5).
وهكذا فالمسيحية تؤمن بوجود نوعين من المخلوقات العاقلة: البشر والملائكة (ملائكة الله الأخيار والشيطان وملائكته الأشرار).

## الشيطان بحسب الكتاب المقدس

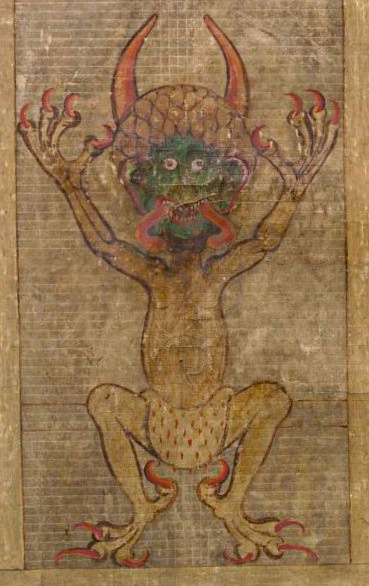
رسمة كاريكتارية عن الشيطان

### في العهد القديم
لا يوجد ذكر كثير للشيطان في كتاب العهد القديم لأن التركيز الأكبر كان دوماً موجها نحو الإله الواحد رب الجنود (1 صموئيل 17 :45) وقوته العظيمة على الأرض، فجبروته فاق آلهة الوثنيين الذين كانوا يمثلون بطريقة أو بأخرى حضور الشيطان في العالم وهيمنته عليه في الفترة ما قبل قدوم المسيح (مزمور 96 :5) ، وذلك تحاشيا لانغرار بني إسرائيل بقدراته الفائقة مما قد يؤدي لانجذابهم لعبادة الأوثان فعبادة الشيطان ضمنيا كما فعلوا من قبل مرات كثيرة (تثنية 13 : 3).
وفي مطلع سفر التكوين أول كتب العهد القديم يظهر الشيطان متخفيا بهيئة حيَّة في فردوس عدن ليجرب أم الجنس البشري .. حواء ، فيصف الكتاب الحيَّة بـ (أحيل جميع حيوانات البرية) (تكوين 3 :1) وبأنها خدّاعة (تكوين 3 :13) ، انفردت تلك الحية بحواء وبأسلوب ماكر دفعتها لتناول ثمر الشجرة التي نهاهم الرب من أكلها واستعمل الشيطان في إغواء حواء الخطيئة ذاتها التي كانت سببا في سقوطه وهي الكبرياء، حيث قال لها بأنها إن أكلت تلك الثمرة هي وآدم فسيصيران كالإله عارفين الخير والشر (تكوين 1 :5) ، وبعد أن سقطت حواء ورجلها بالتجربة عاقبهم الله بأن طردهم من فردوسه إلى أرض الشقاء كما عاقب الحيَّة أيضا فلعنها من بين جميع مخلوقاته وأعطى الرب وعده للبشر ووعيده للحيَّة ﴿وَأَضَعُ عَدَاوَةً بَيْنَكِ وَبَيْنَ الْمَرْأَةِ وَبَيْنَ نَسْلِكِ وَنَسْلِهَا. هُوَ يَسْحَقُ رَأْسَكِ وَأَنْتِ تَسْحَقِينَ عَقِبَهُ﴾ (تكوين 3 :15) في إشارة لقدوم المسيح من نسل امرأة وليس من رجل حيث تؤمن المسيحية بأن المسيح ليس له أب بشري، ويسوع سحق الشيطان تحت أقدامه بعمله الكفاري بينما يترصد إبليس في كل حين عقبه أي المؤمنين بالمسيح ليأخذهم معه إلى الهلاك .
ثم يظهر الشيطان مجددا في سفر أيوب بهيئة المشتكي على المؤمنين في محضر الرب، حيث يأتي و يسأل الرب أنه إن إبتلى أيوب فإنه سيجدف في وجهه (أيوب 1 :6 – 12) فيسمح الرب لإبليس بأن يجرب أيوب إلى حين ولكنه بشرط أن لا يميته.
وفي سفر إشعياء نجد صورة رمزية للشيطان والذي دعي بزهرة بنت الصبح قاهر الأمم الذي اعتقد أنه يستطيع أن يسمو بمجده إلى مجد الله فيصير مثل العلي ، وهذا كان سبب سقوطه إلى أسافل الأرض (إشعياء 14) ، ومرة أخرى في سفر حزقيال الإصحاح 28 يعود الكتاب يخبرنا عن قصة سقوط إبليس بصورة رمزية أيضا يكون فيها ملك صور فيتكلم الرب إلى نبيه حزقيال بشيء من الأسف ليرفع مرثاة على الملك الذي كان خاتم الكمال بين أعيانه وملآن بالحكمة والجمال وكان يقيم في جنة عدن وحظي بنعمة الله بأنه كان من الملائكة المقربين حتى وُجِدَ فيه إثم، فطرحه الرب إلى الأرض ليعاقبه على نجاسته ويتوعده بأنه سيخرج نارا من وسطه لتأكله .

### في العهد الجديد
انطلاقا من الوعد الذي أعلنه الله في جنة عدن بأن القادم من نسل المرأة سوف يسحق إبليس يقدم لنا العهد الجديد مسيرة حياة المسيح على الأرض كحرب موجهة ضد شرور العالم كثرت فيها مواجهات يسوع المباشرة مع الأرواح النجسة ومع سيدها الشيطان نفسه، فقبل أن يباشر المسيح بالتبشير بين الناس ذهب إلى البرية ليصوم أربعين يوما وأربعين ليلة وبعدها جاءه الشيطان ليجربه فهزمه يسوع هناك في عقر داره فالبرية كانت بالنسبة للشعوب القديمة أرض نجسة تسرح وتمرح فيها أرواح الشر .
وبعد ذلك يروي لنا إنجيل مرقس فاتحة معجزات يسوع في كفر ناحوم حيث أخرج روح نجس من رجل ممسوس وهناك صرخ ذلك الروح ﴿آهِ! مَا لَنَا وَلَكَ يَا يَسُوعُ النَّاصِرِيُّ؟ أَتَيْتَ لِتُهْلِكَنَا! أَنَا أَعْرِفُكَ مَنْ أَنْتَ قُدُّوسُ اللَّهِ﴾ (مرقس 1 :24) ، وعلى هذا المنوال تتوالى في الأناجيل الأربعة قصص مشابهة لإخراج تلك الشياطين من الناس وفي كل مرة كانت تفزع مرتعبة من سلطان المسيح وتعلن للجميع بأنه ابن الله العلي، وفي وقت لاحق يرسل يسوع تلاميذه ليكرزوا و ويمنحهم السلطان لشفاء المرضى ولإخراج الشياطين (متى 10 :8) وتلك كانت المرة الأولى التي يُمنح فيها في الكتاب المقدس إنسان القوة على إخراج الشيطان وبكل الأحول تلك القوة منحت لأتباع المسيح لتكون على مدى القرون القادمة من العلامات الفارقة في البشارة بالإنجيل (مرقس 16 :17 )ومن ناحية أخرى لا يشرح الكتاب بوضوح عن سبب وكيفية دخول الأرواح النجسة في البشر، إلا أنه يبين أن دخول الشياطين كان يسبب أمراض خطيرة للناس جسدية وعقلية كالبكم (متى 9 :32) والصرع (مرقس 9 :17-27) والعمى (متى 12 :22) وحتى الجنون (متى 8:28) وفي سفر أعمال الرسل نقرأ قصة إخراج بولس الرسول لروح نجس من فتاة خادمة وكان ذلك الروح قد وهبها القدرة على العرافة وكان أسيادها يجنون المال بسببها (أعمال 16 :16-18) .
ومن أبرز قصص إخراج المسيح للشياطين هي تلك المذكورة في (مرقس 5 :1-20 ولوقا 8 :26-39) حيث التقى يسوع برجل ممسوس كان يعيش في القبور ويصرخ ويضرب نفسه بالحجارة باستمرار وقد حاول الناس ربطه بسلاسل إلا أنه كان يقطعها في كل حين وعندما سأله المسيح ما اسمك أجاب لجئون أي جيش من الشياطين فكلمة لجئون باللغة اللاتينية كانت تستخدم للدلالة على فرقة من الجيش الروماني تشمل 6000 جندي، ورغم عددهم الكبير إلا أن هؤلاء الشياطين ارتعبوا من لقاء المسيح وترجوه كثيرا أن لا يرسلهم للهاوية بل إلى قطيع من الخنازير كان يرعى في الجوار فأذن لهم يسوع بذلك وكانت غاية الإنجيل من ذكر ذلك تبيان أن الشياطين أنفسها تأتمر بأمر المسيح وتخضع لمشيئته، والقصة الأخرى ذات الأهمية المماثلة هي الواردة في (متى 17 :15-21 ومرقس 9 :17-29) حيث يرتمي رجل أمام المسيح ويرجوه بأن يشفي ابنه من الروح النجس الذي يعذبه ويسبب له الصرع ويلقيه تارة في النار وتارة في الماء وكان الرجل قد قدم ابنه أولا لبعض تلاميذ يسوع ولكنهم لم يستطيعوا أن يفعلوا له شيئا ولكن بعد أن انتهره يسوع شفي الغلام فتساءل التلاميذ لماذا لم يقدروا هم على إخراج الشيطان فأجابهم يسوع ﴿وَأَمَّا هَذَا الْجِنْسُ فَلَا يَخْرُجُ إِلَّا بِالصَّلَاةِ وَالصَّوْمِ﴾ (متى 17:21) ، وفي هذا الجواب إشارة إلى أن الشياطين مراتب مختلفة تتفاوت فيها قوتهم وقدراتهم الفائقة الطبيعة وتستوجب قوة إيمان وممارسات تعبدية معينة من الشخص الذي يمتلك موهبة إخراجها .
في كتاب رؤيا يوحنا صور رمزية عديدة عن الشيطان وحربه ضد الكنيسة حيث ينبئ الكتاب بهزيمة إبليس وجميع أعوانه في نهاية الأزمنة (رؤيا 20 : 1 – 3 – 7- 10) .

## مواضيع ذات صلة
- عبدة الشيطان.

## وصلات خارجية
- الموسوعة المسيحية العربية الإلكترونية - قاموس الكتاب المقدس
- الموسوعة المسيحية العربية الإلكترونية - معجم الكتاب المقدس 1
- الموسوعة المسيحية العربية الإلكترونية - معجم الكتاب المقدس 2
- Christadelphian View